# Lago Copaide

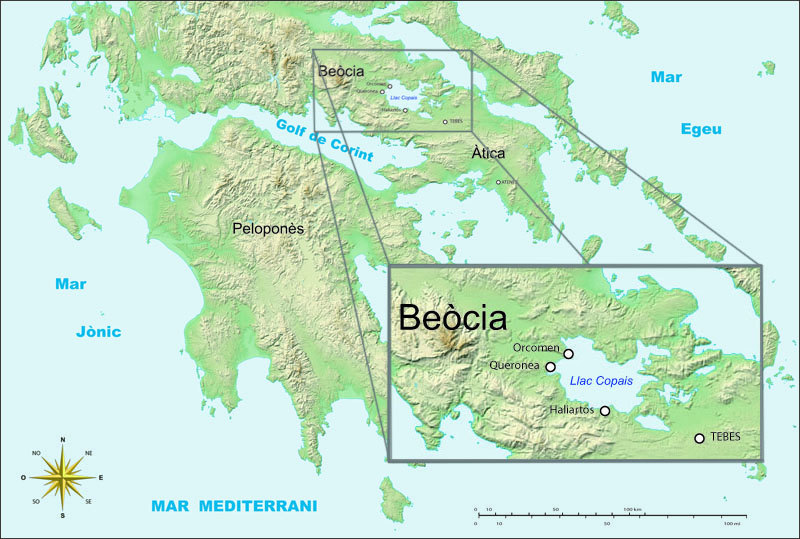
Localización del lago Copaide.

El lago Copaide o Copáis (en griego antiguo: Κωπαΐς, en griego moderno Κωπαϊδα) fue un antiguo lago, hoy desaparecido, que estaba en Grecia, en el centro de la región de Beocia, al occidente de la ciudad de Tebas. 
El lago existió hasta finales del siglo XIX, cuando fue desecado. La zona donde estaba situado es actualmente una llanura, y aún es conocida como Copaide.

## Drenaje
Las ciudades de Haliarto, Orcómeno, y Queronea estaban en sus orillas. Los ríos que afluían al lago eran el Cefiso, el Termeso, y el Tritón. El lago estaba rodeado por una región fértil, pero gradualmente invadía las tierras circundantes debido a su inadecuado drenaje. 
El lago Copaide no fue desecado del todo hasta finales del siglo XIX. En 1883 empezó la obra una compañía francesa, que en 1889 cedió sus derechos. En 1867-1887 ingenieros escoceses y franceses reclamaron la región para la compañía británica "Lake Copais Ltd.", construyendo canales para drenar agua del lago al Cefiso y desde allí al lago Iliki (antiguo Hílice) y hacia 1895 el drenaje había esencialmente finalizado, aunque las obras de mejora de esta fértil área han seguido durante el siglo XX. En total se ganaron aproximadamente 200 km² de tierras de cultivo. Esta región fue devuelta al gobierno griego en 1952.
Antes de esto, el lago drenaba en el mar por numerosos canales subterráneos. Algunos de estos canales eran artificiales, como el que menciona Estrabón en el siglo I. En la cuenca del Copaide se ven dos obras de ingeniería que se emprendieron en la Antigüedad con vistas a regular o retirar las aguas del lago. Una era un sistema de canales que conducía el agua de los ríos y arroyos que desembocaban en la cuenca hacia las catavotras (simas o hendiduras) del sector oriental. Otra fue la construcción de conductos o pozos y de parte de un túnel en la barrera montañosa que separaba la cuenca de la costa de Larimna. 
Excavaciones modernas han descubierto enormes canales creados en el siglo XIV a. C. que drenaban agua al mar en el noreste; Estrabón menciona las obras de Crates, ingeniero de minas de Calcis, en la época de Alejandro Magno.

## El lago Copaide en la antigua literatura y mitología

El lago Copaide en el centro de la antigua Beocia.

Homero y otros autores antiguos hablan del Copaide como el «lago Cefisio», así llamado por el río Cefiso. El lago que Estrabón describe como el Hílice debe ser el lago situado a unos 7 km al norte de Tebas, que se conocía como Likeri y que actualmente ha recuperado el nombre antiguo, el Hílice (Ὑλική).
Había una leyenda según la cual Heracles inundó la región con el agua del río Cefiso, desviado por el héroe hacia la llanura de Orcómeno, para infligir un castigo a los que habitaban el territorio de los minias por haber sometido a los tebanos. El río Cefiso hasta entonces pasaba al mar por debajo de la montaña, hasta que Heracles cerró la abertura de la montaña. Polieno explica que hizo esto porque estaba luchando con los minias de Orcómeno, que eran peligrosos guerreros a caballo, y que Heracles excavó el lago para desmontarlos.
El escritor y geógrafo Pausanias y el autor de comedias del siglo V a. C. Aristófanes dicen que en la Antigüedad el lago Copaide era conocido por la calidad de sus peces, especialmente de sus anguilas.

## Apuntes geológicos
La cuenca Copaide es un llano de fractura que se hundió como resultado de una perturbación de la corteza terrestre. El lago que se formó en la cuenca estaba rodeado de montañas calizas y separado del mar por colinas kársticas. La sedimentación del material de erosión de las colinas vecinas levantó gradualmente el suelo de la cuenca hasta situarlo cerca del nivel de los grandes desaguaderos. Estos desaguaderos estaban al nivel de la red de grietas que atravesaba las cadenas kársticas. Al llegar el suelo de la artesa al nivel de las fisuras, se formaron canales subterráneos que llevaron al mar parte de las aguas del lago Copaide. Desde entonces, el desagüe por estos canales y la evaporación estival hicieron que en verano el lago quedara convertido en una marisma que se iba secando, mientras que luego las lluvias invernales aportaban un nuevo caudal y llenaban de nuevo el lago.
Así, hasta el moderno drenaje de fines del siglo XIX, la cuenca del Copaide ha ido alternando entre el lago de invierno y la reducida marisma estival. Y el proceso debió ser el mismo en la Antigüedad.
Durante los meses de canícula, la intensa evaporación secaría la cuenca y sólo dejaría marismas y charcas en el sector oriental, mientras que la parte occidental podría ser objeto de fácil tránsito y de importante actividad agrícola.
Con las lluvias de fines de otoño crecería de nuevo el nivel y las aguas empezarían a avanzar hacia el oeste, hasta formar de nuevo un lago de unos 200 km².
Parece que el lago nunca fue muy profundo. Se calcula que en su parte central tendría de 3 a 5 m de profundidad. El suelo de la cuenca está a 94 m sobre el nivel del mar, y las aguas no debían de llegar a mucho más de 97 m. Con una superficie de 328 km² era el lago más grande de Grecia en la Antigüedad.
Las catavotras (simas o hendiduras) del lago Copaide se hallan en el sector este de la cuenca y sobre todo en la parte nororiental, donde el lago es más profundo y está más cerca del mar.
Los ríos Cefiso y Melas, que cruzaban la cuenca, actualmente van a parar a un canal artificial que desagua en el lago Yliki. Pero en la Antigüedad debían de aliviarse en las catavotras. El Cefiso, que emergía en Larimna, debía haber entrado en la catavotra llamada Bynia, al este de Agios Ioannis.